# Guamium
Guamium (mais conhecido como Tanquinho) é um distrito do município brasileiro de Piracicaba, sede da Região Metropolitana de Piracicaba, no interior do estado de São Paulo. Segundo o censo demográfico de 2022, realizado pelo Instituto Brasileiro de Geografia e Estatística (IBGE), sua população era de 656 habitantes e havia 230 domicílios particulares permanentes ocupados. Foi criado pela lei nº 8.092 de 28 de fevereiro de 1964.

## História

### Formação administrativa
- Distrito Policial de Tanquinho criado em 2 de maio de 1907[5].
- Distrito criado pela Lei n° 8.092 de 28 de fevereiro de 1964, com sede no povoado de Tanquinho e com território desmembrado do 3º Subdistrito (Vila Rezende) do distrito da sede do município de Piracicaba[6][7][2].

## Geografia

### Demografia

#### População urbana
| Crescimento população urbana | Crescimento população urbana | Crescimento população urbana | Crescimento população urbana |
| Censo                        | Pop.                         |                              | %±                           |
| ---------------------------- | ---------------------------- | ---------------------------- | ---------------------------- |
| 1980                         | 405                          |                              | —                            |
| 1991                         | 460                          |                              | 13,6%                        |
| 2000                         | 451                          |                              | −2,0%                        |
| 2010                         | 447                          |                              | −0,9%                        |
| Fonte: IBGE e Fundação SEADE |                              |                              |                              |

#### População total
Pelo Censo 2010 (IBGE) a população total do distrito era de 614 habitantes, sendo 315 homens e 299 mulheres, possuindo um total de 201 domicílios particulares.

### Área territorial
A área territorial do distrito é de 54,715 km².

### Rodovias
O principal acesso do distrito é o km 14,5 da Rodovia Fausto Santomauro (SP-127), trevo de Iracemápolis.

### Hidrografia
- Ribeirão Guamium

## Serviços públicos

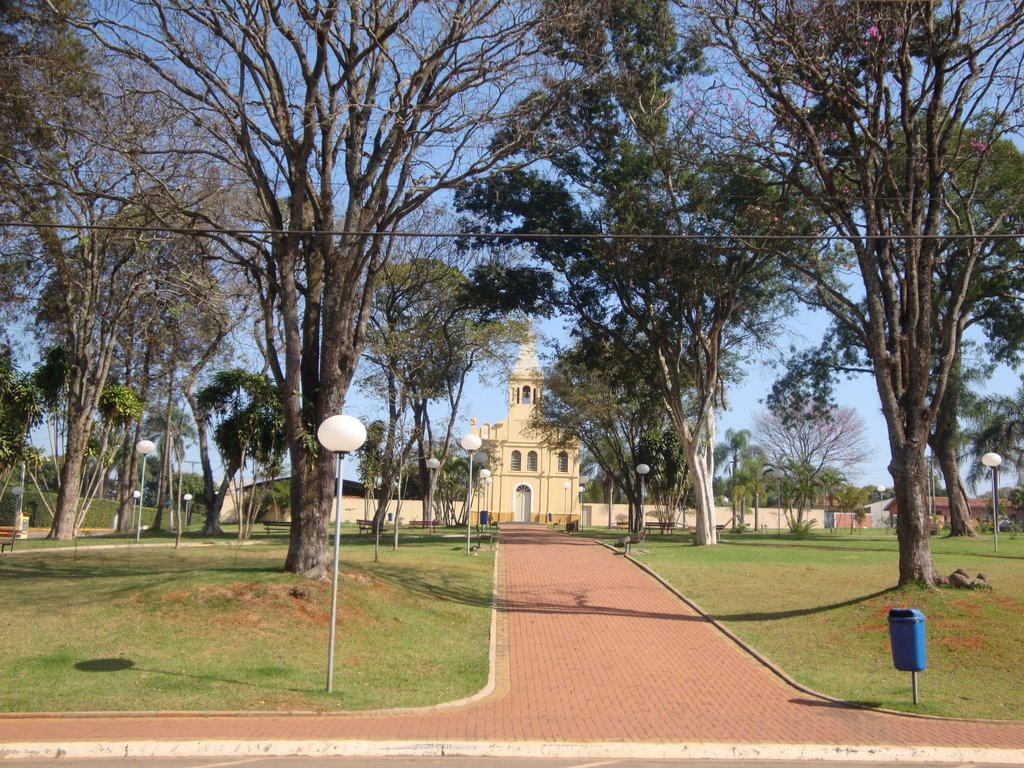
Praça.

### Registro civil
Atualmente é feito na sede do município, pois o distrito não possui Cartório de Registro Civil das Pessoas Naturais.

### Educação
- E.E. Prof. João Alves de Almeida

### Transportes
O distrito conta com uma linha de ônibus (501-Tanquinho) que sai do Terminal Central de Integração em Piracicaba e tem seu ponto final em Tanquinho.

### Centro rural

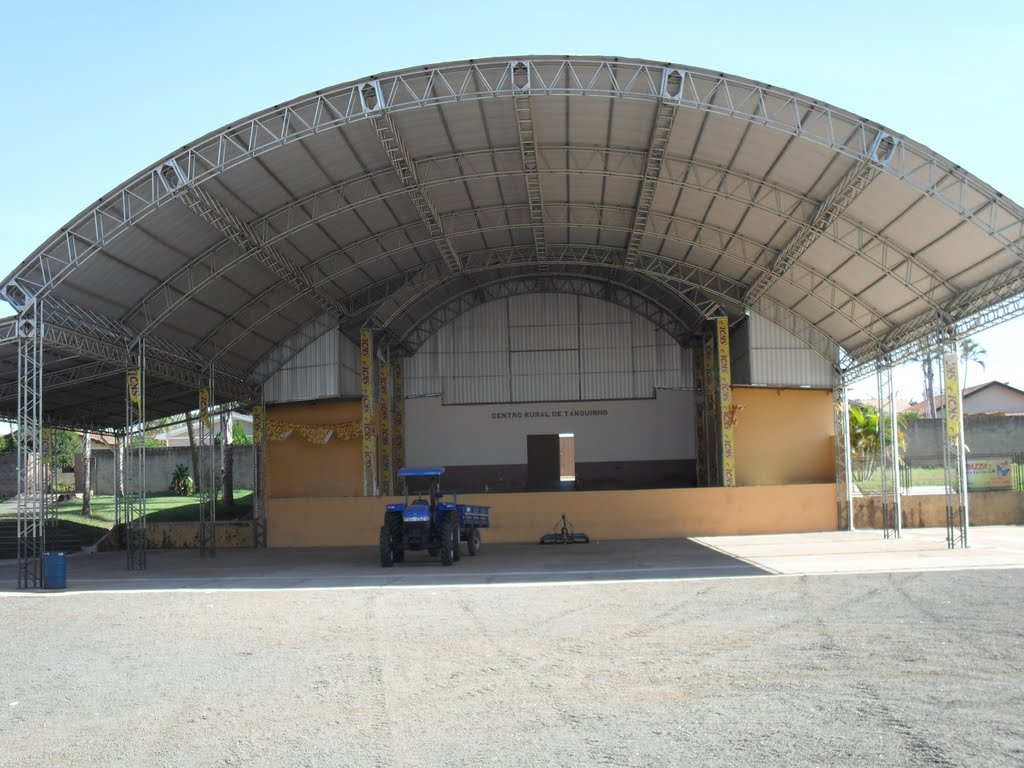
Centro Rural de Tanquinho

O governo Abreu Sodré iniciou a construção a partir de 1967 de vários centros rurais no interior do estado, com o objetivo de assegurar assistência técnica, agropecuária, médica dentária, educacional, e recreativa aos lavradores e trabalhadores do campo, com o claro proposito de manter o homem no campo e reduzir o êxodo rural. 
O Centro Rural de Tanquinho desenvolve várias atividades, entre elas pode-se destacar: assistência médica e odontológica (projeto compartilhado com a prefeitura municipal de Piracicaba); apoio a educação (ensinos infantil e fundamental municipais, e de 1º e 2º grau estaduais); esporte e lazer em geral, segurança, meio ambiente com manutenção e revitalização de praças e áreas verdes, além de assistência técnica ao homem do campo. Todas essas atividades têm garantido qualidade de vida e fixado as famílias na região rural de Tanquinho.
A realização de maior destaque do Centro Rural é a Festa do Milho Verde, e da mesma obtêm-se os recursos que são utilizados nas demais atividades.

### Saneamento
O serviço de abastecimento de água é feito pelo Serviço Municipal de Água e Esgoto (SEMAE). 

### Energia
A responsável pelo abastecimento de energia elétrica é a CPFL Paulista, distribuidora do grupo CPFL Energia.

### Telecomunicações
O distrito era atendido pela Telecomunicações de São Paulo (TELESP), que inaugurou a central telefônica utilizada até os dias atuais. Em 1998 esta empresa foi vendida para a Telefônica, que em 2012 adotou a marca Vivo para suas operações.

## Atividades econômicas

### Suinocultura
No distrito está instalada a Unidade de Pesquisa de Tanquinho da APTA (Agência Paulista de Tecnologia dos Agronegócios) para o desenvolvimento da cadeia produtiva de suínos. A Estação de Avaliação de Suínos foi inaugurada pelo governo de Paulo Egydio Martins em 08/03/1979 e pertencia na época ao CATI (Coordenadoria de Assistência Técnica Integral) da Secretaria de Agricultura e Abastecimento do Estado de São Paulo.

## Cultura

### Festa do Milho
O distrito é conhecido em toda a região por causa da tradicional Festa do Milho de Tanquinho, realizada a mais de 40 anos pelo Centro Rural de Taquinho, sempre nos finais de semana do mês de março com pratos típicos da culinária local, como o cuscuz, a pamonha, suco, sorvete e bolo de milho verde, e diversos outros pratos, além de programação musical.
A Festa do Milho de Tanquinho foi uma iniciativa da diretoria do Centro Rural. A primeira aconteceu no dia 02 de março de 1975, e contou com a presença de aproximadamente 10 mil pessoas. Atualmente o evento faz parte do calendário turístico do Estado de São Paulo e do município de Piracicaba, e é um dos maiores eventos do estado no gênero.

## Religião
O Cristianismo se faz presente no distrito da seguinte forma:

### Igreja Católica
- A igreja faz parte da Diocese de Piracicaba[25].

### Igrejas Evangélicas
- Congregação Cristã no Brasil[26].
- Igreja do Evangelho Quadrangular.